# فريدريك رينفلت
فريدريك رينفلت (John Fredrik Reinfeldt) رئيس وزراء السويد السابق تولي منصبه منذ 6 أكتوبر. 2010 والي سبتمبر 2014. ولد في 4 اوت 1965 وهو زعيم حزب حزب المحافظين المعتدل المحافظ منذ 25 أكتوبر 2003. كان والده مستشار وعضوا في حزب التجمع المعتدل. عاش في عدة مدن ومنها لندن. لعب كرة السلة في صغره كما لعب في عدة فرق مسرحية هاوية. انخرط في شبيبة المعتدلين سنة 1983 وكان يبلغ 18 سنة في تلك الفترة. تحصل على ديبلوم في العلوم الاقتصادية سنة 1990 من جامعة ستكهولم وأصبح في نفس السنة رئيس حركو الشبان المعتدلين.
اتسمت فترة راينفلت الأولى في منصبه بوقوع الأزمة المالية 2007-2008 والركود الاقتصادي الكبير. وتراجعت شعبيته حتى نهض الاقتصاد السويدي ليكون واحدًا من أقوى الاقتصادات الأوروبية؛ إذ تجدد الدعم الشعبي له، ما أدى إلى إعادة انتخاب حكومته في 2010. وبالرغم من حصول الحزب المعتدل على أعلى حصة من الأصوات الانتخابية منذ اعتماد نظام الاقتراع العمومي في عام 1921، تراجعت حكومة راينفلت إلى أن أصبحت حكومة أقلية بسبب صعود الديمقراطيين في السويد؛ ولكن ظل راينفلت في منصبه بصفته أول رئيس وزراء وسطي يميني يُعاد انتخابه منذ الاتحاد السويدي النرويجي.
اتسمت إدارة راينفلت بمبدأ «خط العمل»، (بالسويدية: Arbetslinjen)، وهو مبدأ يركز على إضافة المزيد من المواطنين إلى القوة العاملة، من خلال إدارة الأزمة المالية 2007-2008 وحالة الركود الاقتصادي، ما أدى إلى وصول حالة المالية العامة للسويد إلى واحدة من أقوى الحالات على مستوى العالم، مع حصول السويد على أعلى التصنيفات في مجال المناخ والرعاية الصحية.
شغل راينفلت هذا المنصب لمدة أطول من أي رئيس وزراء آخر لا ينتمي للحزب الاشتراكي الديمقراطي منذ إريك غوستاف بوستروم، والذي ظل في المنصب في الفترة بين 1891 حتى 1900. وبعد هزيمته في انتخابات 2014، أعلن راينفلت أنه سينتحى عن قيادة الحزب، وتنحى راينفلت بالفعل في يوم 10 يناير 2015. وقعت أزمة المهاجرين إلى أوروبا في العام التالي لاستقالة راينفلت من قيادة الحزب المعتدل. وضع راينفلت سياسة «الباب المفتوح» السويدية للهجرة خلال فترة عمله بمنصب رئيس الوزراء.

## مطلع حياته والتعليم
وُلد فريدريك راينفلت عام 1965 في مستشفى التوليد العام بمدينة ستوكهولم وكان الابن الأكبر بين الأبناء الثلاث لوالديه برونو راينفلت (1938 - 2016) وبيرغيتا راينفلت. وعند ولادته، كان والديه مقيمين في شقة بحي أوسترهانينج، جنوب مقاطعة ستوكهولم، ولكن انتقلت الأسرة إلى لندن بعد ذلك بفترة وجيزة، حيث كان والده يعمل مستشارًا لشركة شل للنفط. وعند عودتها إلى السويد، أقامت الأسرة في البداية في شقة بحي هاندن قبل الانتقال للعيش في منزل متلاصق بحي برومستن شمال غرب ستوكهولم. كانت أسرة راينفلت مقيمةً بحي برومستن عند ولادة أخوي فريدرك، ماغنوس وهينريك، في عامي 1969 و1973. وفي عام 1976، انتقلت الأسرة إلى منزل خاص بأسرة واحدة بحي تابي شمال شرق مقاطعة ستوكهولم. وكانت والدته بيرغيتا مستشارةً للقيادة والإدارة، ومن الممكن أن تكون بعض مهاراتها الاحترافية قد ألهمت فريدريك الصغير وأثارت إعجابه.
أصبح راينفلت رئيسًا لمجلس الطلاب، عندما كان يبلغ من العمر 11 عامًا، في مدرسته، وأصبح مشجعًا لفريق «جيورغوردنس إف» لكرة القدم، وظل راينفلت محافظًا على هذا الشغف حتى يومنا هذا. بدأ راينفلت ممارسة كرة السلة مع فريق «تينستا تايغرز» عندما كان مقيمًا في برومستن (والذي كان مجاورًا لحي تينستا)، واستمر راينفلت في هذا الفريق حتى بعد انتقال أسرته إلى تابي. وفي مدرسته الثانوية، مدرسة أوفا، درس راينفلت العلوم الطبيعية لمدة ثلاث سنوات. كان راينفلت يستمتع أيضًا بإعداد وأداء العروض المسرحية القصيرة وعروض الملاهي الليلية. وبعد إنهاء دراسته المدرسية، أتم راينفلت خدمته العسكرية بالقوات الخاصة، إذ كان مُجندًا بوحدات لابلاند الخاصة بعد أن أنهى تدريبه حاصلًا على المركز الأول عندما كان تلميذًا عسكريًا بمدينة أوميو. وأصبح راينفلت مهتمًا بالسياسة في هذه الأثناء، إذ كان ممثلًا عن وحدته العسكرية في مجلس التجنيد بالجيش السويدي. تخرج راينفلت في كلية الأعمال بجامعة ستوكهولم بشهادة جامعية في الأعمال والاقتصاد عام 1990.

## عمله السياسي
انضم راينفلت إلى رابطة الشباب المعتدل، وهي الجناح الشبابي الخاص بالحزب المعتدل، في عام 1983 عندما كان يبلغ من العمر 18 عامًا. وبصفته عضوًا باتحاد الشباب المعتدل في تابي، تحدى راينفلت قادة الرابطة المحلية، الذين كانوا يفضلون استغلال مباني الرابطة في شرب البيرة والنبيذ بدلًا من استخدامها في النقاشات السياسية. أنشأ راينفلت، الذي قيل عنه أنه لا يحب المشروبات الكحولية القوية وأنه يشرب النبيذ والبيرة بكميات معتدلة، حركة «الشباب المحافظ»، وشكل رابطًا قويًا بين هذه الحركة وحزبه الرئيسي، حتى سيطر في النهاية على رابطة الشباب في عام 1987. وفي عام 1988، أصبح راينفلت أمينًا في مجلس بلدية ستوكهولم.
كان راينفلت طالبًا ناشطًا في السياسية عندما كان يدرس بجامعة ستوكهولم، حتى أصبح في النهاية رئيسًا للحزب الطلابي «الطلاب المدنيون – المعارضة 1968» بين عامي 1988 و1989. أصبح راينفلت رئيسًا لرابطة الشباب المعتدل فرع ستوكهولم عام 1990، وانتُخب في العام التالي آنذاك ليكون عضوًا في الريكسداغ (البرلمان السويدي). وفي انتخابات 1991 العامة، حظا الحزب المعتدل وحلفاؤه بنجاح كبير، ما أدى إلى تشكيل حكومة ائتلافية وسطية يمينية بقيادة زعيم الحزب المعتدل ورئيس الوزراء كارل بيلت. كانت حكومة 1991 أول حكومة وسطية يمينية في السويد منذ عام 1982.

## روابط خارجية
- فريدريك رينفلت على موقع IMDb (الإنجليزية)
- فريدريك رينفلت على موقع الموسوعة البريطانية (الإنجليزية)
- فريدريك رينفلت على موقع مونزينجر (الألمانية)
- فريدريك رينفلت على موقع إن إن دي بي (الإنجليزية)